# Платонов, Константин Иванович
Константин Иванович Платонов (18 (30) октября 1877, Харьков — 6 августа 1969, Харьков) — ученик В. М. Бехтерева, психиатр и психоневролог, известный своими исследованиями в области психотерапии и гипноза, автор оригинальной методики обезболивания гипнозом при родах.
Окончил Харьковский университет в 1904 году. Длительное время работал в Харькове в неоднократно реорганизовывавшемся и менявшем свои названия Украинском научно-исследовательском психоневрологическом институте, автор монографии «Слово как физиологический и лечебный фактор» (1930), выдержавшей несколько изданий, отец психолога К. К. Платонова.
Заслуженный деятель науки Украинской ССР (24.12.1957)

## Физиологическая и лечебная действенность слова
В 1930 году выходит известная монография «Слово как физиологический и лечебный фактор», которая выдержала несколько изданий (последнее самое полное издание «Слово как физиологический и лечебный фактор. Вопросы теории и практики психотерапии на основе учения И.П. Павлова» (М., 1962)), а материалы исследований отраженные в монографии заложили начало психосоматического направления в медицине.
В монографии Платонов показал, что словесные раздражители занимают особое место в системе высшей нервной деятельности в силу их физиологической и социальной значимости. Слово, по Платонову, может заменить и обобщить смысловое значение раздражителей внешней и внутренней среды, служит средством психотерапевтического воздействия, где способно сформировать нормальное состояние организма взамен патологических (методики лечения  неврозов, реактивных состояний, психосоматических заболеваний). Широко применялись методики Платонова прямого и косвенного внушения.
В монографии подробно отражены и экспериментально проанализированы такие физиологические положения                  И.П. Павлова как влияние сна, гипноза, "слова как условного раздражителя", разобраны состояния внушаемости, внушенного сна; показана деятельность коры мозга во внушенном сне, внушенном отдыхе, влияние словесного внушения на подкорковые функции и внутренние органы (пищеварение, гормональный фон, дыхание, кровообращение), а также на инстинкты и эмоции. В главе "Слово как лечебный фактор" проведены сравнительные оценки методов психотерапии, психотерапии в бодрствующем состоянии, в дремотном состоянии и во внушенном сне; описано лечебное значение сна, отдыха; причины неудач психотерапии. Разобрана методика и общие принципы лечебного внушения и убеждения, использования самовнушения и сновидений, приемы усыпления и пробуждения, показаны факторы способствующие развитию неврозов (тип нервной системы, аффективные состояния, патологические условные связи, повышенная внушаемость и самовнушаемость, значение "вторичной второсигнальной переработки"); примеры психотерапии при различных, в том числе, соматических заболеваниях.
По совокупности заслуг и новаторство в медицине К.И. Платонов, по мнению психиатра А.П. Слободяника, являлся фактически одним из основателей советской психотерапии.

## Работы
- Платонов К.И. О воспитании сочетательно-двигательного рефлекса у человека на совместные звуковые и световые раздражения: дис. … д-ра медицины / К.И. Платонов (Из психол. лаб. при клинике нервных и душевных болезней акад. В.М. Бехтерева). – СПб.: Тип. Глав. управ. уделов, 1912. – 152 с.
- Платонов К.И. Внушение и гипноз в практической медицине. – Харьков: Научная мысль, 1925. – 128 с.
- Платонов К. И. Психотерапия. Харьков: УПНИ, 1930
- Платонов К.И. Вопросы психотерапии в акушерстве (Родообезболивание и неукротимая рвота беременных) / под ред. и с предисл. И.З. Вельвовского. – Харьков: Б.и., 1940. – 111 с.
- Психопрофилактика болей в родах: Лекции для врачей-акушеров / И. З. Вельветовский, К. И. Платонов, В. А. Плотичер, Э. А. Шугом; Под ред. действ. чл. АМН СССР проф. А. П. Николаева. - Ленинград: Медгиз. Ленингр. отд-ние, 1954. - 290 с.
- Платонов К. И. Слово как физиологический и лечебный фактор. — Второе издание. — М.: «Медгиз», 1957; Третье издание, — 1962.